# Alberto Gómez Ruano
Alberto Gómez Ruano (Montevideo, 22 de enero de 1858 - 25 de agosto de 1923) fue un profesor y pedagogo uruguayo, fundador del Museo y Biblioteca Pedagógica en 1889.

## Biografía
Su padre fue un militar llamado Andrés Gómez, quien participó en varias batallas de mitad del siglo XIX.
Realizó estudios de geografía, astronomía, química e historia dedicándose a la docencia en general durante su vida.
Fue herido durante una elección del alcalde de Montevideo, en la que se produjeron disturbios en la Plaza Matriz y donde resultó muerto Francisco Lavandeira, el 10 de enero de 1875.
Estuvo relacionado al Ateneo de Montevideo asumiendo la dirección de Crónica Científica. En 1888 realizó un viaje por Europa y en 1892 estuvo en Estados Unidos comisionado por el Gobierno para participar de la Exposición Mundial Colombina de Chicago de 1893. En 1889 fue fundador del Museo y Biblioteca Pedagógica del cual fue director muchos años y con un decreto del 5 de junio de 1926 la Asamblea lo homenajeó nombrando al Museo Histórico Municipal con su nombre.
Estuvo vinculado, además, con el Servicio Meteorológico Nacional y con el Instituto Histórico y Geográfico del Uruguay.
Una calle de la ciudad de Montevideo lleva su nombre.

## Obras
- Instrucciones para los observadores encargados de las estaciones pluviométricas (1898)